# Kuźnia Goszczańska
Kuźnia Goszczańska – osada w Polsce, położona w województwie dolnośląskim, w powiecie oleśnickim, w gminie Twardogóra.
Wchodzi w skład sołectwa Nowa Wieś Goszczańska.
Do 2024 r. miejscowość była przysiółkiem wsi Nowa Wieś Goszczańska. W latach 1975–1998 przysiółek należał administracyjnie do województwa wrocławskiego.